# Kninska Krajina

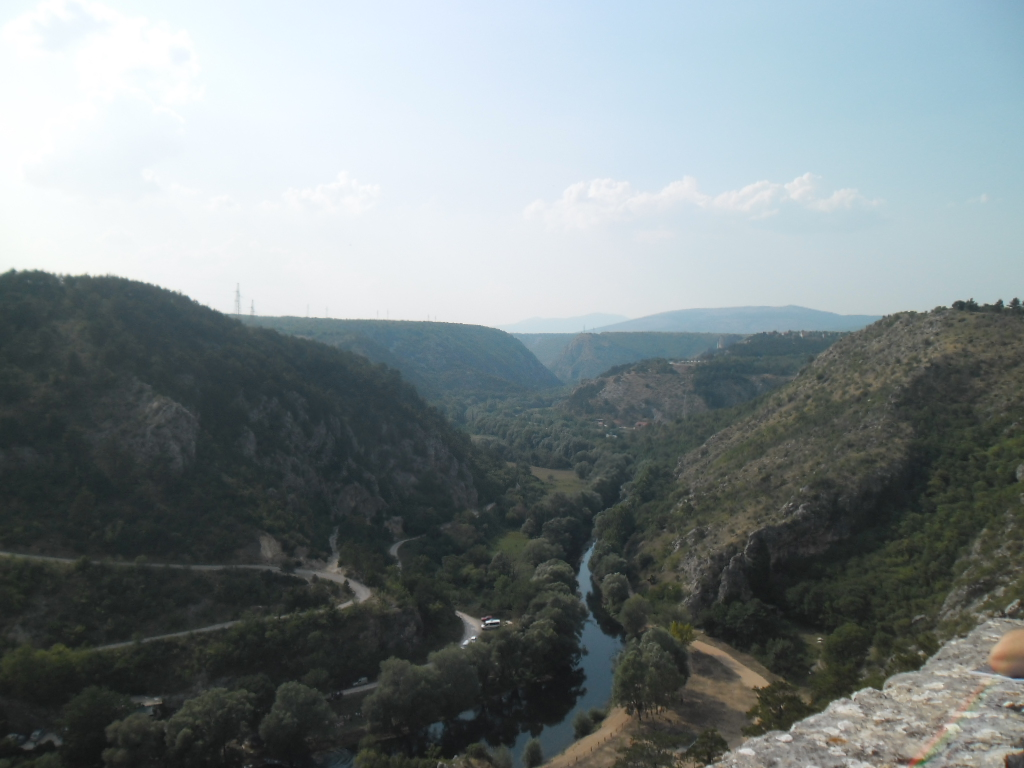
Kninska Krajina

La Kninska Krajina ("Krajina di Knin", "frontiera di Tenin") è una regione storico-geografica della Croazia, parte della più ampia regione della Zagora (hinterland di Dalmazia).

## Geografia
La Kninska Krajina si trova tra la Bukovica a sudovest, la Lika a nordovest, la Drniška krajina (nella Zagora) a sud, la Cetinska krajina a sudovest, e lo Završje (in Bosnia ed Erzegovina) ad est.

## Storia

### Medioevo
La regione venne colonizzata dagli slavi a partire dal VI secolo. Knin è menzionata per la prima volta dall'imperatore bizantino Costantino Porfirogenito (913-959) come centro parrocchiale sotto controllo croato. Su richiesta del re Petar Krešimir IV di Croazia (r. 1058–1075), Knin diviene sede vescovile. Demetrius Zvonimir (r. 1075–1089) vi aveva sede.
Nel XV secolo l'area viene occupata dall'Impero ottomano, causando la fuga della maggior parte della popolazione. La regione, devastata e abbandonata, era amministrata all'interno del Sanjak della Kirka.

### Era moderna
L'area venne ripresa dall'Impero austriaco a partire dal XVI secolo e inclusa nella Frontiera Militare, la zona cuscinetto tra i due imperi. Nella Kninska Krajina si stabilirono soprattutto serbi ortodossi, in fuga dagli ottomani, a cui Vienna offriva terre in cambio del servizio militare permanente.
Dal 1918 al 1990 l'area fu parte della Jugoslavia, monarchica e poi socialista.
Nel 1990 i serbi della regione organizzarono una Regione Autonoma Serba (SAO) della Kninska Krajina, che assieme ad altre autoproclamate SAO si fuse nella Repubblica Serba di Krajina (RSK), intenzionata a rimanere in unione con la Repubblica Federale Jugoslava (dominata dai serbi) in dissenso rispetto alla proclamazione d'indipendenza della Croazia nel 1991. Le autorità della RSK procedettero alla pulizia etnica verso i non-serbi nella regione, che restò fuori dal controllo delle autorità di Zagabria fino al 1995, quando venne riconquistata a seguito dell'Operazione Tempesta (Oluja). La maggioranza della popolazione serba della regione fuggì, attraverso la Bosnia, verso la Serbia, dove venne ricollocata tra Kosovo e Vojvodina.
Oggi la regione della Kninska Krajina resta sparsamente popolata a causa della mancanza di sviluppo economico.